# پدرو سوله
پدرو سوله (انگلیسی: Pedro Solé؛ ۷ مهٔ ۱۹۰۵ – ۲۵ فوریهٔ ۱۹۸۲) بازیکن فوتبال اهل اسپانیا بود.
از باشگاه‌هایی که در آن بازی کرده‌است می‌توان به باشگاه فوتبال رئال مورسیا، باشگاه فوتبال اسپانیول، و باشگاه فوتبال اسپانیول، و باشگاه فوتبال رئال بتیس اشاره کرد.
وی همچنین در تیم‌های ملی فوتبال اسپانیا کاتالونیا بازی کرده‌است.